# 岐阜県道451号白山公園線
岐阜県道451号白山公園線（ぎふけんどう451ごう はくさんこうえんせん）は、岐阜県大野郡白川村を通る一般県道（岐阜県道）である。

## 概要
この県道は、豪雪地帯にあるため冬期は全面通行止めとなる。入口には電光表示板およびゲートがあり、雨量規制が行われる場合がある。終点は、白山国立公園で白山の登山道（平瀬道）の登山口になっている。また終点には、大白川ダム、白水湖畔ロッジおよび大白川露天風呂がある。終点の手前には、白水滝の遊歩道に向かう駐車場がある。

### 路線データ
- 起点:岐阜県大野郡白川村御母衣（国道156号交点）
- 終点:岐阜県大野郡白川村平瀬（大白川ダム付近）

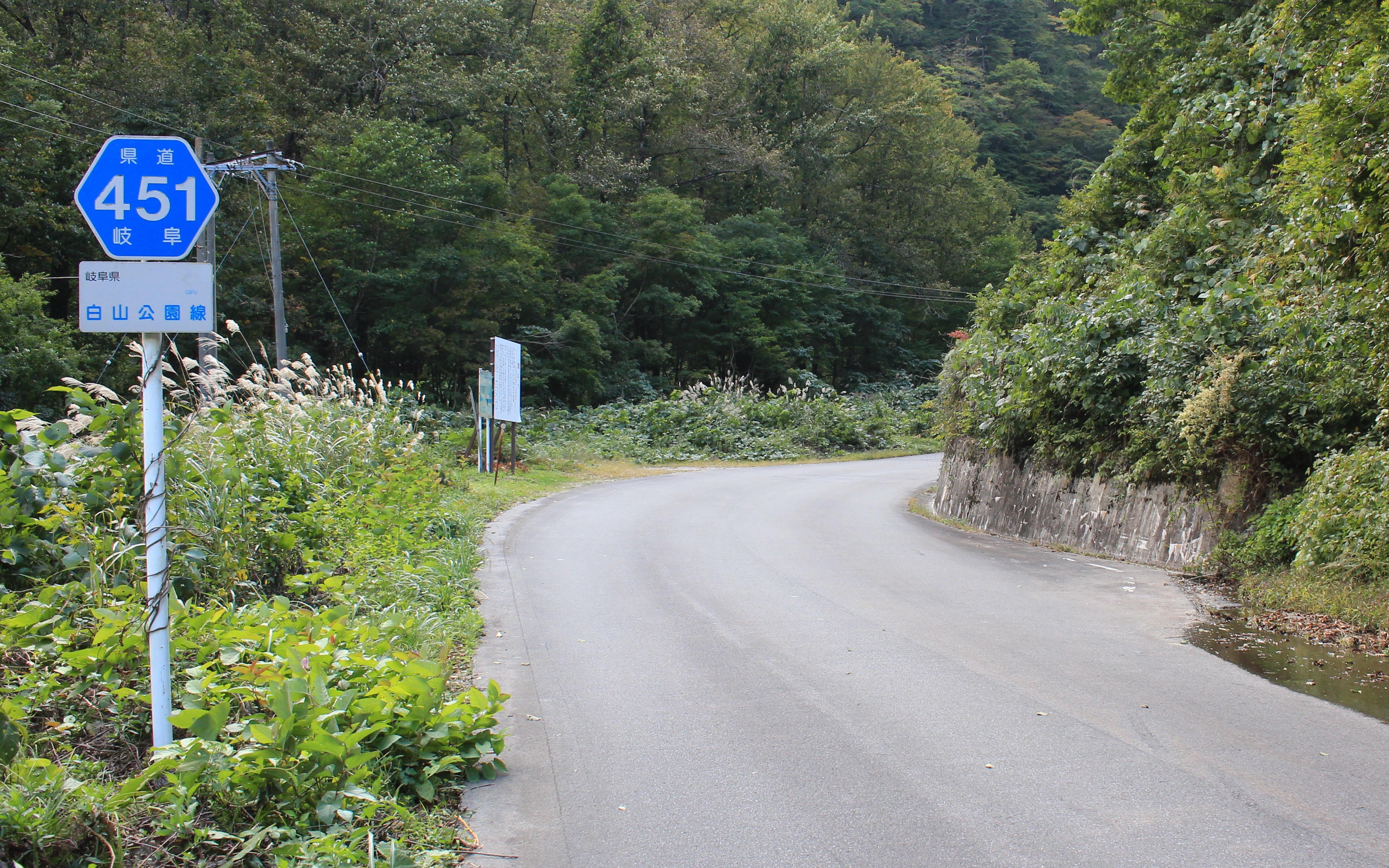
大野郡白川村御母衣
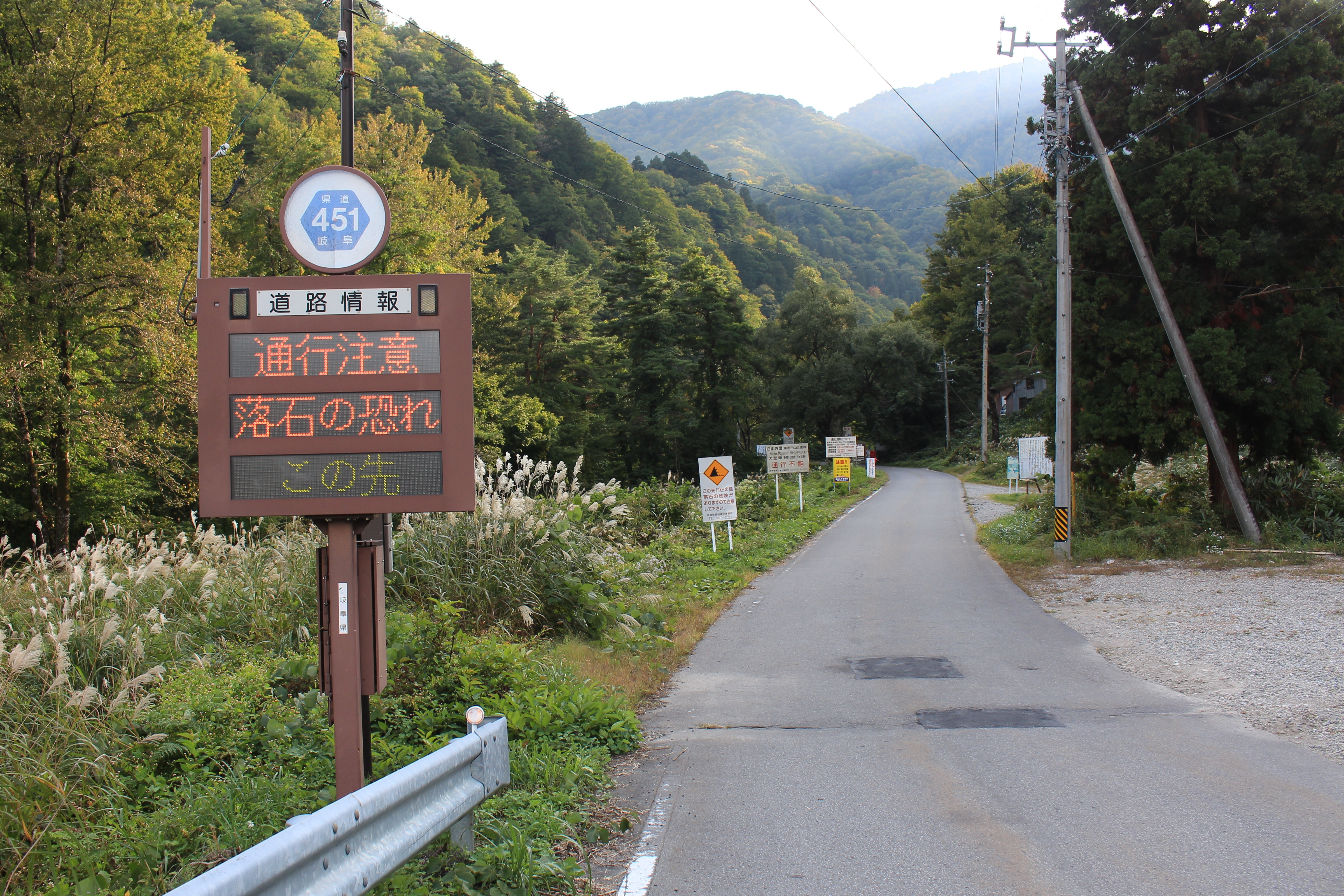
起点付近の電光表示板
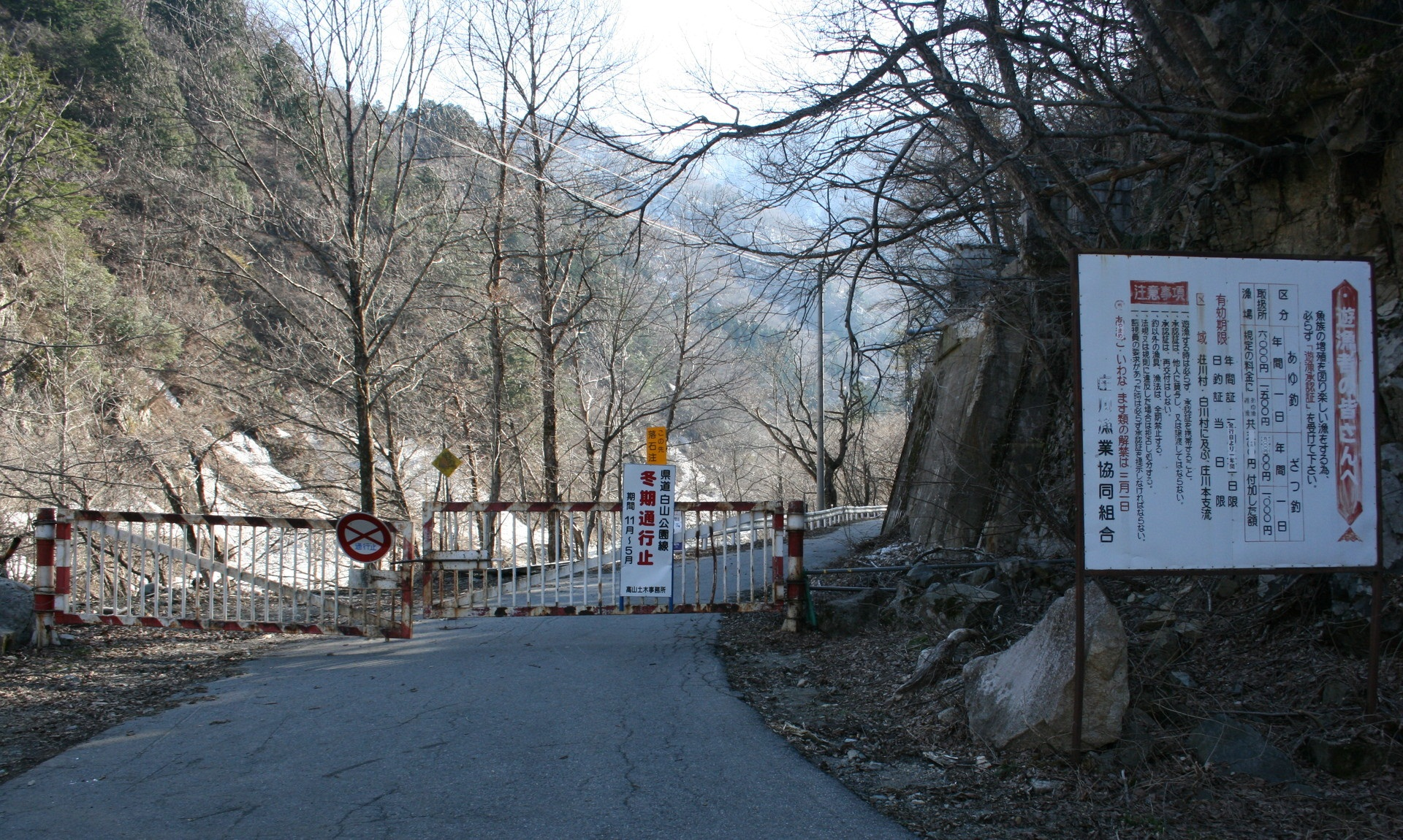
起点付近にゲートがあり冬期などに閉鎖される

## 通過する自治体
- 岐阜県
  - 大野郡白川村

## 接続する道路

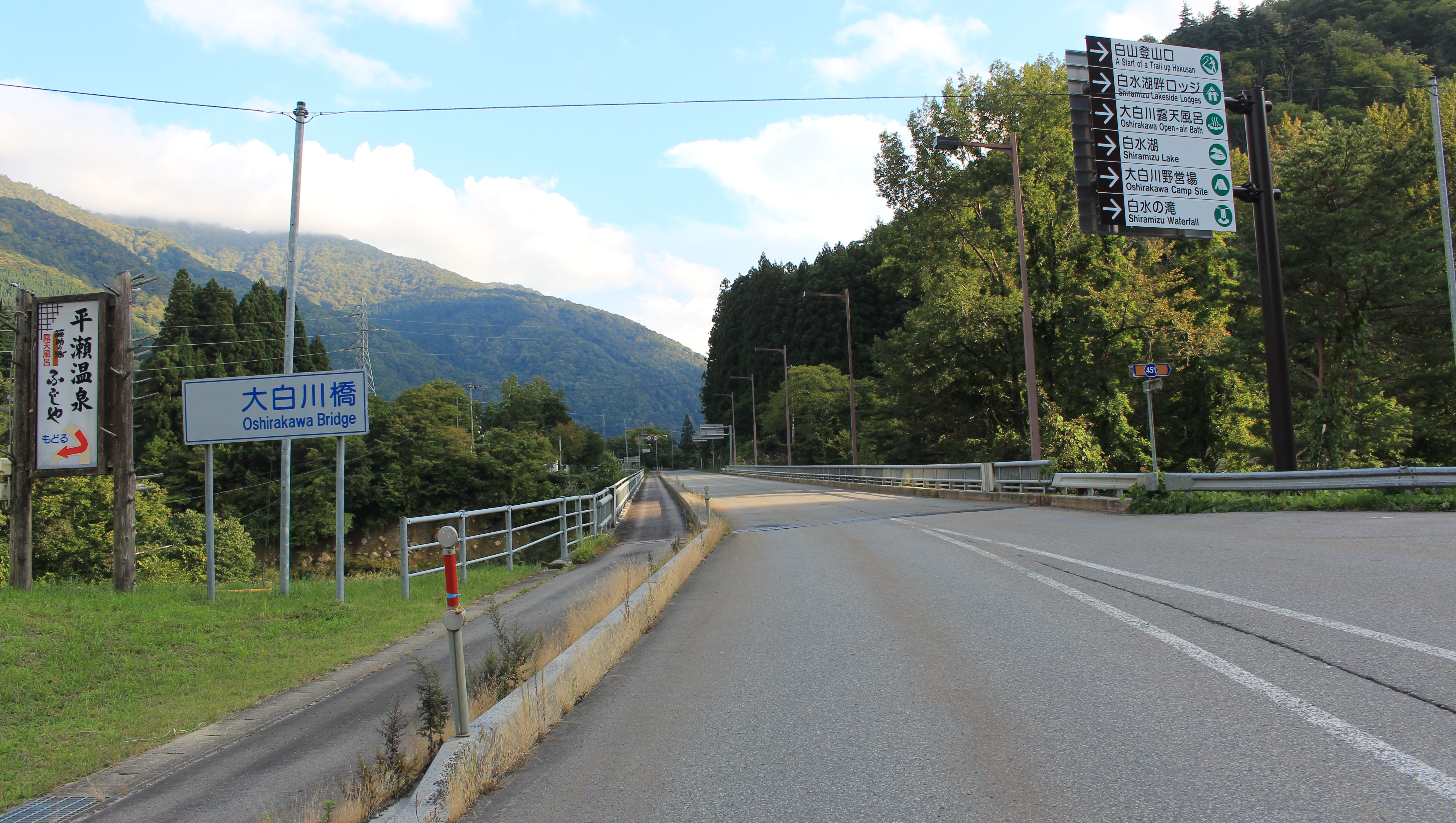
起点となる大白川橋の北側で国道156号に接続する。

- 国道156号

## 周辺
- 白山白川自然休養村
- 白水の滝
- 大白川温泉
- 大白川ダム